# Макс (Миннесота)
Макс (англ. Max) — тауншип в округе Айтаска, Миннесота, США. На 2010 год его население составило 142 человека. Почтовый офис Макс был открыт в 1906 году, тауншип был создан в 1921 году из безымянного тауншипа 148 с, 27 з и назван в честь почтового офиса.

## География
По данным Бюро переписи населения США площадь тауншипа составляет 88,6 км², из которых 74,4 км² занимает суша, а 14,3 км² — вода (16,10 %). Тауншип находится на берегу озёр Раунд и Нейчерс.

## Население
В 2010 году на территории тауншипа проживало 142 человека (из них 56,3 % мужчин и 43,7 % женщин), насчитывалось 64 домашних хозяйства и 33 семьи. На территории города было расположено 143 постройки со средней плотностью 1,9 построек на один квадратный километр суши. Расовый состав населения: белые — 73,9 %, коренных американцы — 24,6 %, две или более других рас — 1,4 %.
Население города по возрастному диапазону по данным переписи 2010 года распределилось следующим образом: 24,6 % — жители младше 21 года, 57,1 % — от 21 до 65 лет и 18,3 % — в возрасте 65 лет и старше. Средний возраст населения — 46,3 года. На каждые 100 женщин в Максе приходилось 129,0 мужчин, при этом на 100 совершеннолетних женщин приходилось 111,3 мужчин сопоставимого возраста.
Из 64 домашних хозяйств 51,6 % представляли собой семьи: 35,9 % совместно проживающих супружеских пар (7,8 % с детьми младше 18 лет); 9,4 % — женщины, проживающие без мужей, 6,3 % — мужчины, проживающие без жён. 48,4 % не имели семьи. В среднем домашнее хозяйство ведут 2,22 человека, а средний размер семьи — 3,06 человека. В одиночестве проживали 39,1 % населения, 18,8 % составляли одинокие пожилые люди (старше 65 лет).
В 2014 году из 96 человек старше 16 лет имели работу 45. Медианный доход на семью оценивался в 48 750 $, на домашнее хозяйство — в 40 833 $. Доход на душу населения — 20 270 $ в год.